# Andreea Mezdrea
Andreea Mezdrea (* 7. Juni 2001 in Câmpulung Moldovenesc, Kreis Suceava) ist eine rumänische Biathletin, die seit 2020 im Weltcup startet.

## Sportliche Laufbahn
Andreea Mezdrea startete erstmals im Dezember 2017 bei Wettkämpfen im Rahmen des IBU-Junior-Cup und erzielte in einem Sprint schnell ihre erste Top-10-Platzierung. In den folgenden drei Jahren nahm sie an Jugendweltmeisterschaften teil, kam dort aber nicht in die Nähe der Medaillenränge. Ende 2019 gab die Rumänin in Sjusjøen ihr Debüt im IBU-Cup und startete auf dieser Ebene während der kompletten Saison, verpasste aber vor allem aufgrund vieler Schießfehler die Punkteränge klar. Zum Ende des Winters startete sie in Nové Město na Moravě auch erstmals im Weltcup, schoss aber im Sprint sieben Fehler und wurde daher 98. und damit letzte. In den folgenden Saisons startete sie größtenteils auf der zweiten Wettkampfebene, wurde aber vereinzelt auch im Weltcup eingesetzt, wo sie meist die Staffelrennen komplettierte. Im Januar 2023 gewann Mezdrea in Osrblie als 25. des Sprints ihre ersten Ranglistenpunkte im IBU-Cup, am gleichen Ort belegte sie zudem an der Seite von Raul Flore Rang fünf im Single-Mixed-Rennen. Am Saisonende startete sie zudem letztmals bei Juniorenweltmeisterschaften und verpasste nach zwei Fehlern als Vierte des Einzels um weniger als 15 Sekunden eine Medaille. Im Winter 2023/24 gehörte die Rumänin fast durchgehend zur Weltcupmannschaft und erzielte auf dieser Ebene ihr mit Abstand bestes Ergebnis, als sie im Sprint von Hochfilzen Rang 50 belegte und damit auch ihren ersten Verfolgungswettkampf erreichen konnte. In diesem wurde sie nach dem dritten Schießen allerdings überrundet und somit aus dem Rennen genommen. In der Folgesaison sank Mezdreas Trefferquote am Schießstand, womit sie über einen 66. Rang nicht hinauskam.

## Persönliches
Mezdrea stammt aus Vatra Dornei.

## Statistiken

### Weltcupplatzierungen
Die Tabelle zeigt alle Platzierungen (je nach Austragungsjahr einschließlich Olympische Spiele und Weltmeisterschaften).
- 1.–3. Platz: Anzahl der Podiumsplatzierungen
- Top 10: Anzahl der Platzierungen unter den ersten zehn (einschließlich Podium)
- Punkteränge: Anzahl der Platzierungen innerhalb der Punkteränge (einschließlich Podium und Top 10)
- Starts: Anzahl gelaufener Rennen in der jeweiligen Disziplin
- Staffel: inklusive Mixed- und Single-Mixed-Staffeln

| Platzierung               | Einzel | Sprint | Verfolgung | Massenstart | Staffel | Gesamt |
| ------------------------- | ------ | ------ | ---------- | ----------- | ------- | ------ |
| 1. Platz                  |        |        |            |             |         |        |
| 2. Platz                  |        |        |            |             |         |        |
| 3. Platz                  |        |        |            |             |         |        |
| Top 10                    |        |        |            |             |         |        |
| Punkteränge               |        |        |            |             | 15      | 15     |
| Starts                    | 6      | 18     | 1          |             | 16      | 41     |
| Stand: Saisonende 2024/25 |        |        |            |             |         |        |

### Biathlon-Weltmeisterschaften
Ergebnisse bei den Weltmeisterschaften:
| Weltmeisterschaften | Weltmeisterschaften | Einzelwettbewerbe | Einzelwettbewerbe | Einzelwettbewerbe | Einzelwettbewerbe | Staffelwettbewerbe | Staffelwettbewerbe | Staffelwettbewerbe |
| Jahr                | Ort                 | Einzel            | Sprint            | Verfolgung        | Massenstart       | Damenstaffel       | Mixedstaffel       | S.-M.-Staffel      |
| ------------------- | ------------------- | ----------------- | ----------------- | ----------------- | ----------------- | ------------------ | ------------------ | ------------------ |
| 2024                | Nové Město          | 81.               | 70.               | –                 | –                 | –                  | 23.                | –                  |
| 2025                | Lenzerheide         | 91.               | 88.               | –                 | –                 | 18.                | –                  | –                  |

### Jugend-/Juniorenweltmeisterschaften
Mezdrea nahm bis 2020 an den Jugend- und 2023 an den Juniorenwettkämpfen teil.
| Weltmeisterschaften | Weltmeisterschaften | Einzelwettbewerbe | Einzelwettbewerbe | Einzelwettbewerbe | Staffelwettbewerbe | Staffelwettbewerbe |
| Jahr                | Ort                 | Einzel            | Sprint            | Verfolgung        | Damenstaffel       | Mixedstaffel       |
| ------------------- | ------------------- | ----------------- | ----------------- | ----------------- | ------------------ | ------------------ |
| 2018                | Otepää              | 43.               | 28.               | 50.               | 16.                | nicht ausgetragen  |
| 2019                | Osrblie             | 47.               | 58.               | DSQ               | 21.                | nicht ausgetragen  |
| 2020                | Lenzerheide         | 37.               | 34.               | 57.               | 19.                | nicht ausgetragen  |
| 2023                | Schtschutschinsk    | 4.                | 31.               | 44.               | 16.                | 21.                |